# Falsa Croce

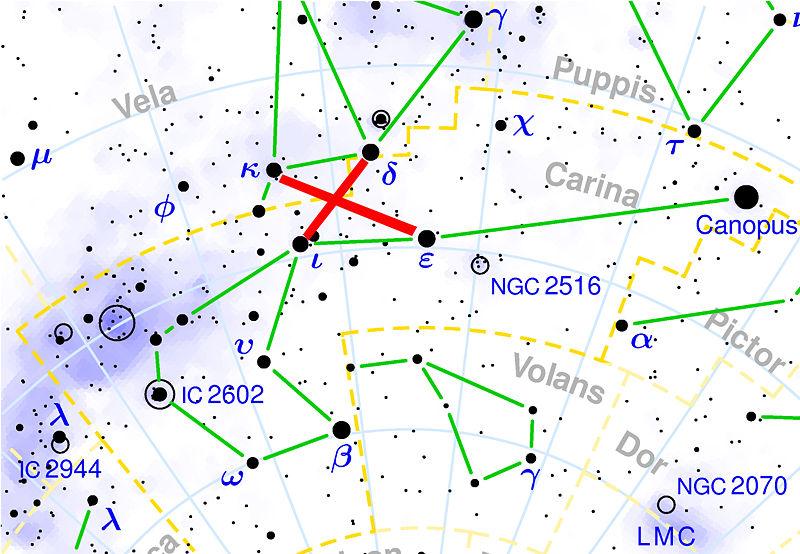
L'asterismo della falsa croce.

La Falsa Croce è un asterismo ben visibile nell'emisfero australe tra le costellazioni delle Vele e della Carena, parte dell'antica Nave Argo.
Il suo nome le deriva dal fatto che talvolta viene confusa con la vicina costellazione della Croce del Sud, la quale è però più piccola, ma più luminosa; questa confusione è spesso favorita dal fatto che i due gruppi stellari giacciono ad una declinazione simile, hanno quasi lo stesso orientamento e si trovano poco distanti in cielo.

## Osservazione
L'asterismo può essere osservato bene a partire dalle latitudini tropicali boreali, mentre in gran parte dell'emisfero sud della Terra si presenta circumpolare. Le sue quattro stelle, facenti parte delle Vele e della Carena a gruppi di due, dovevano però essere note in epoca antica dalle grandi civiltà classiche del passato, dato che, a causa della precessione degli equinozi, le sue stelle erano al di sopra dell'orizzonte per molte terre che si affacciano sul Mediterraneo.

## Caratteristiche

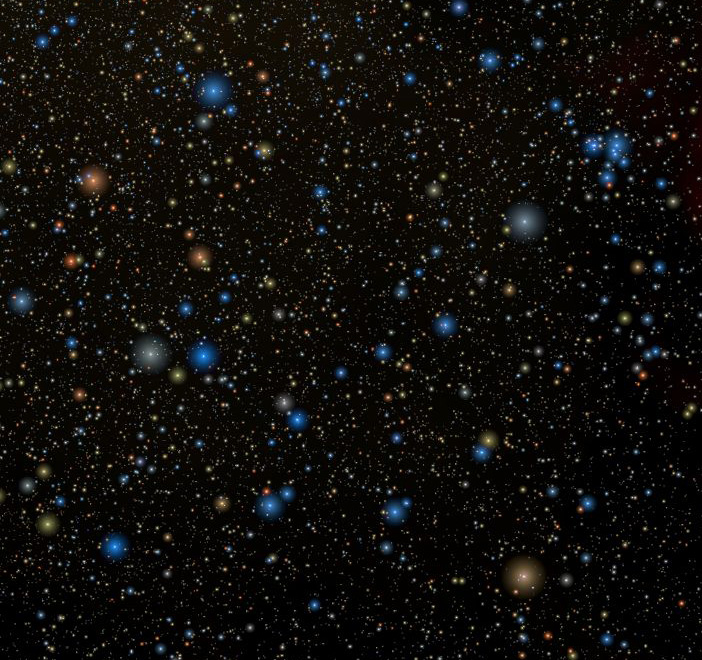
Le stelle della falsa croce.

Le stelle facenti parte dell'asterismo sono κ Velorum e δ Velorum a nord, e ι Carinae e ε Carinae a sud; queste componenti hanno spettro e colori differenti, essendo azzurra la prima, bianco-gialle le altre due e arancione la quarta. In mezzo all'asterismo passa la Via Lattea, in un tratto oscurato da polveri interstellari, ma ricco di oggetti come ammassi aperti, in particolare IC 2391, visibile poco a nord-ovest.